# ناتاليا بريشتشيبا
نتاليا أوليكساندريفنا بريشتشيبا (بالأوكرانية: Наталія Олександрівна Прище́па) هي عداءة مسافات متوسطة أوكرانية ولدت في يوم 11 سبتمبر 1984 في مدينة روفنو في أوكرانيا. أبرز إنجازاتها هو فوزها بالميدالية الذهبية في بطولة أوروبا لألعاب القوى 2016 في أمستردام وبطولة أوروبا لألعاب القوى 2018 في برلين في سباق 800 متر. أفضل رقم سجلته هو 1:58.60 دقيقة. في سنة 2020 تم إيقافها بعد اكتشاف تناولها للمنشطات.